# Kein Pardon für Schutzengel
Kein Pardon für Schutzengel (Originaltitel: The Protectors) ist eine britische Krimiserie, die 1972 bis 1973 produziert wurde.

## Handlung
Drei Detektive lösen in ganz Europa Kriminalfälle, wofür sie neben ihrer Cleverness auf aufwendige technische Ausrüstung, schnelle Wagen und die Kampfsportler Suki und Chino zurückgreifen können.
Das internationale Team setzt sich zusammen aus Lady Caroline Ogilvy, genannt Contessa di Contini, eine mit ihrem Chauffeur Chino in Rom lebende verwitwete Kunstexpertin, dem in Paris lebenden, wortgewandten Franzosen Paul Buchet, sowie dem US-Amerikaner Harry Rule, der das Team von seinem Londoner Büro aus leitet. Dort beschäftigt er Suki als Au-pair.

## Synchronisation
Die deutsche Synchronisation entstand im Auftrag der Deutschen Synchron nach einem Synchronbuch von Michael Richter, der auch die Dialogregie führte.
| Rolle               | Darsteller        | Synchronsprecher |
| ------------------- | ----------------- | ---------------- |
| Harry Rule          | Robert Vaughn     | Lothar Blumhagen |
| Contessa di Contini | Nyree Dawn Porter | Brigitte Grothum |
| Paul Buchet         | Tony Anholt       | Randolf Kronberg |
| Suki                | Yasuko Nagazumi   | Marianne Lutz    |

## Hintergrund
Gerry Anderson produzierte für ITC Entertainment zwei Staffeln mit insgesamt 52 Episoden. Das ZDF übernahm nur 26 der 52 Episoden, diese liefen bei der Erstausstrahlung 1977 immer mittwochs um 18:20. Sat.1 sendete 1987 insgesamt 46 Episoden der Serie, sechs Episoden wurden nicht synchronisiert. In der Originalfassung sind Harry Rule und sein Team Geheimagenten. Dies wurde in der deutschen Synchronisation abgeändert. Der im Abspann gespielte Titel Avenues and Alleyways wird von Tony Christie interpretiert. Im Intro der Serie wird eine kürzere Instrumentalversion verwendet.
Zu den Gaststars gehörten unter anderem Peter Vaughan, Peter Firth, Patrick Magee, Ed Bishop, Michael Gough, John Neville, Robert Brown, Laurence Naismith, Basil Dignam, Paul Freeman, Jeremy Brett, Eartha Kitt, Madge Ryan und Joanna Lumley. Inszeniert wurden die Episoden von Regisseuren wie John Hough, Don Chaffey, Cyril Frankel, Michael Lindsay-Hogg, Roy Ward Baker und David Tomblin. Drehbücher steuerten unter anderem David Butler, Sylvia Anderson, Ralph Smart und Brian Clemens bei.
In Großbritannien wurde die komplette Serie 2002 auf DVD veröffentlicht, eine Veröffentlichung in den USA erfolgte im darauf folgenden Jahr. 
Bis Ende Oktober 2020 sind von Pidax Film die beiden Staffeln auf DVD in deutscher Sprache erscheinen. Die Boxen enthalten auch sechs unsynchronisierte Episoden im englischen Original mit deutschen Untertiteln, die bisher nicht im deutschen Fernsehen gesendet wurden.